# Canal de sodiu
Canalele de sodiu sunt un tip de canale ionice care acționează ca pori selectivi pentru ionii de sodiu (Na+) în structura membranelor celulare.